# Jane Welsh Carlyle
Jane Welsh Carlyle, nata Jane Baillie Welsh (Haddington, 14 gennaio 1801 – Hyde Park, 21 aprile 1866), è stata una scrittrice scozzese, moglie dello storico e saggista Thomas Carlyle, il cui epistolario ha catturato l'interesse di Virginia Woolf. Ha acquisito notorietà attraverso la corrispondenza postuma pubblicata e i suoi diari. Questi ultimi forniscono una visione profonda del funzionamento di una tipica famiglia vittoriana. La storica Judith Flanders fa spesso riferimento ai diari e alle lettere di Jane Carlyle nella sua storia sociale della casa vittoriana, come un esempio tipico di essa. Come scrittrice epistolare, è nota per le sue argute e acute capacità di osservazione; il suo inglese lucido è spesso considerato più elegante di quello di suo marito, che si guadagnava da vivere scrivendo.

## Biografia
Nacque a Haddington, East Lothian, l'unica figlia figlia del dottor John Welsh (1770-1819) e di sua moglie, Grace Caplegill.

### Matrimonio con Thomas Carlyle
Jane venne presentata dal suo tutor Edward Irving allo scrittore Thomas Carlyle, con il quale arrivò ad avere una reciproca attrazione romantica (anche se non sessualmente intima). 
La coppia si sposò nel 1826 e per i primi sei anni visse in una fattoria in Scozia; il matrimonio era spesso infelice. Thomas era sempre impegnato a scrivere e Jane passava il tempo dedicandosi alle faccende domestiche. La loro voluminosa corrispondenza fu pubblicata e le lettere dimostrano che l'affetto reciproco della coppia era segnato da frequenti liti. Samuel Butler scrisse una volta: "è stato un bene di Dio lasciare che Carlyle e la signora Carlyle si sposassero tra loro, così ché fanno solo due persone infelici e non quattro". Il biografo di Carlyle, James Anthony Froude, pubblicò postumo la sua opinione che il matrimonio fosse rimasto non consumato.

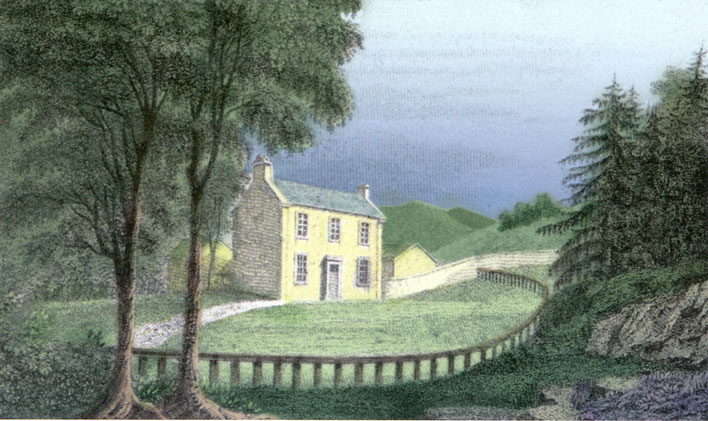
Craigenputtock House nel 1829

Lo storico Paul Johnson fece notare in Creators che Jane, non solo irritò suo marito, ma fece commenti pungenti su altri, come la collega scrittrice George Eliot (Mary Ann Evans), di cui disse: "Sembra personificata. Oh, così lenta!".
Jane fu anche gelosa dell'amicizia che suo marito aveva per la socialite e assistente letteraria Lady Harriet Mary Montagu (più tardi Lady Ashburton). L'amicizia non era di carattere sessuale seppur passassero molto tempo insieme. Jane espresse la sua gelosia e rabbia in una lettera datata 1856.

### Legame con Geraldine Jewsbury

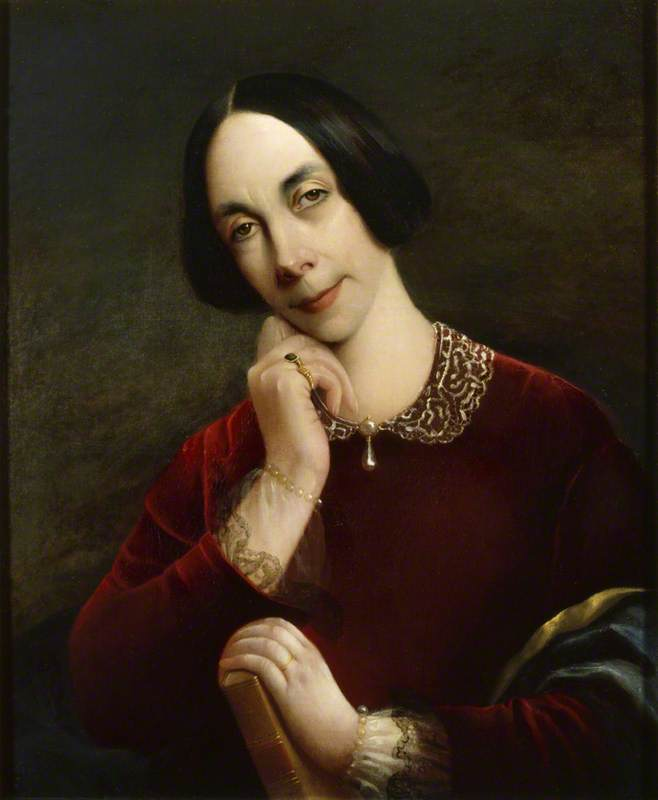
Casa Carlyle, National Trust. Foto fornita dalla Fondazione del catalogo pubblico, Jane Welsh Carlyle, ca. 1856, dalla signora Paulet

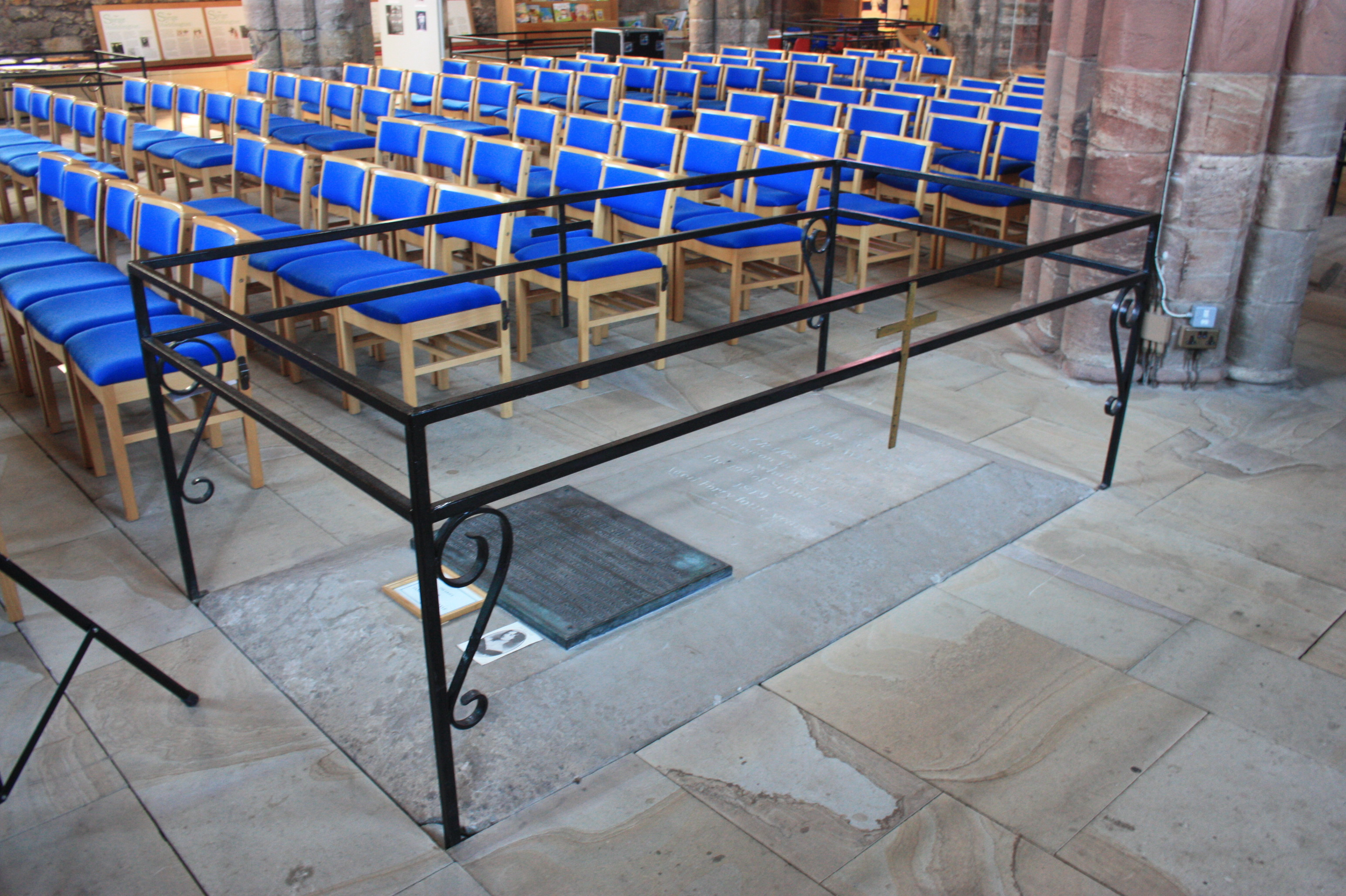
La tomba di Jane Welsh Carlyle, nella chiesa di St Mary, Haddington

Jane ebbe una lunga relazione (1841-1866) con la collega scrittrice Geraldine Jewsbury. Le due donne si incontrarono per la prima volta quando Thomas invitò Geraldine a Cheyne Row, dove viveva insieme a Jane. Geraldine aveva scritto a Thomas prima dell'invito facendo apprezzamenti sulla sua opera ed esprimendo i suoi dubbi religiosi. Geraldine stava attraversando un periodo di depressione, ma contattò Thomas anche nella speranza di entrare nel ambiente letterario in Inghilterra. Quando Geraldine e Jane si incontrarono, la loro amicizia si rivelò più di una relazione sentimentale, è evidente che le donne ebbero sentimenti reciproci, ma non ci sono prove che fossero amanti. Jane rimase sempre rispettosa nei confronti del marito e nessuno dei due agì per dare seguito ai propri sentimenti. Ciò causò molta gelosia tra le due donne, dal momento che Jane rimase sposata con Thomas e Geraldine aveva degli amanti. Tuttavia, entrambe ebbero sentimenti appassionati l'una verso l'altra e quella passione si espresse nelle loro lettere reciproche: come scrisse Geraldine, "nei tuoi confronti mi sento molto più un'amante che un'amica".
Spesso erano in disaccordo su questioni sociali comuni dell'epoca, come il ruolo degli uomini nella vita delle donne e lo scopo delle donne in generale. Geraldine non era contraria al matrimonio, ma pensava che l'uomo e la donna dovessero essere uguali nel matrimonio; lei non ebbe testimonianza di questa uguaglianza nel caso di Jane e Thomas e per questo criticava il marito.

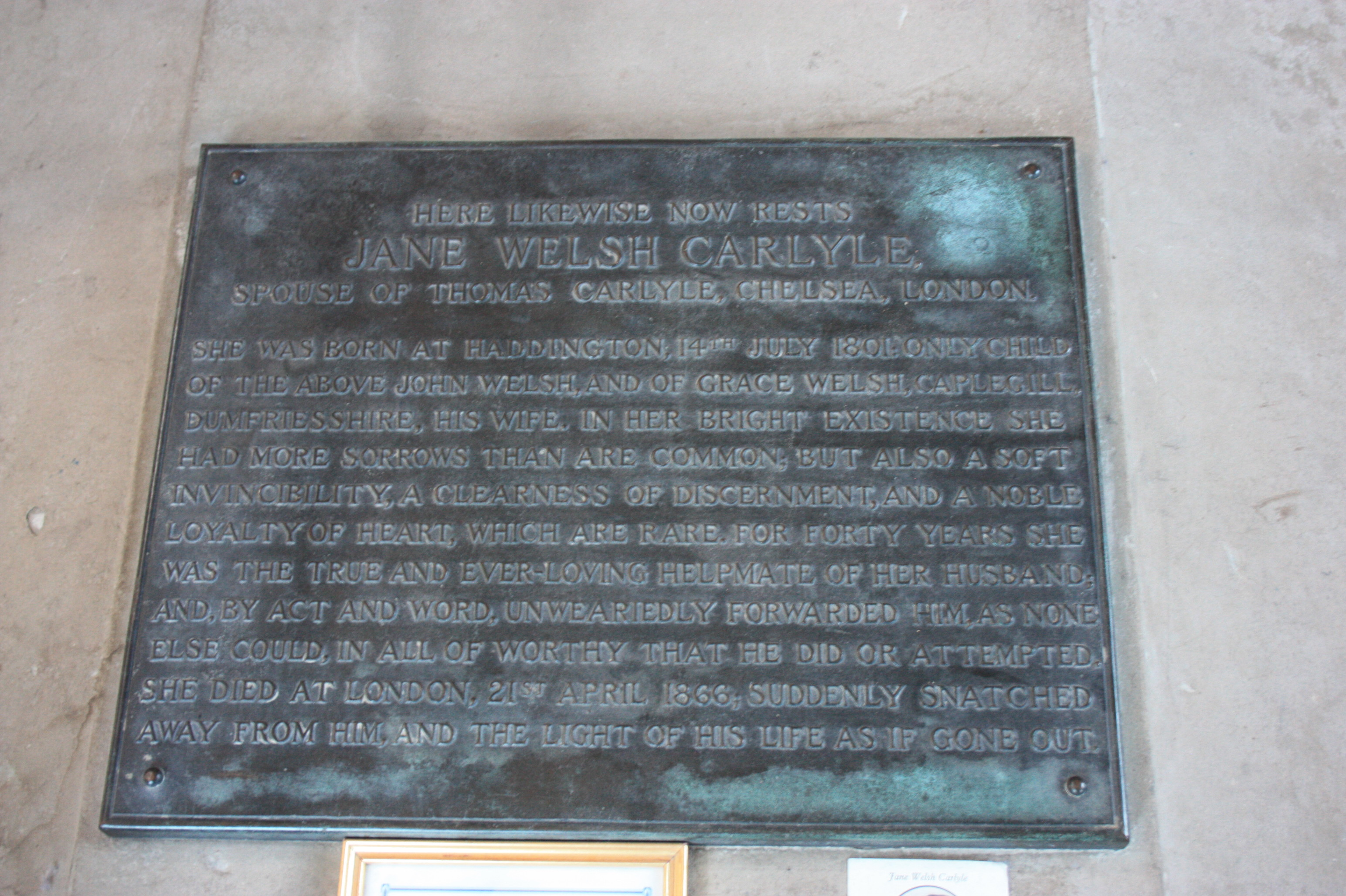
Targa di Jane Welsh Carlyle, St Mary's, Haddington

Quando erano in buoni rapporti, Jane aiutò Geraldine in molte delle sue opere letterarie, contribuendo a modificare e pubblicare due dei più popolari romanzi di Geraldine, Zoe: the History of Two Lives e The Half Sisters, che Geraldine voleva dedicare a lei. Tuttavia, Jane era spesso sopraffatta dal lavoro e mostrava anche una certa gelosia per il successo letterario di Geraldine. Aveva difficoltà ad accettare quanto fosse socievole Geraldine e quanti altri amici avesse anche lei.
Nel 1857 Geraldine iniziò la sua relazione sentimentalmente con Walter Mantell. Le due donne divennero molto distanti l'una dall'altra e quando si scambiavano lettere tra loro, in realtà si scontravano.
Verso la fine della sua vita Jane si ammalò. Geraldine trascorse del tempo per prendersi cura della sua amica; tuttavia, quando Jane si sentiva meglio, si rivolgeva invece a Thomas. Questo fatto fece spesso ingelosire Geraldine, ma nonostante tutto, fu presente nel momento della morte di quello che lei chiamava "l'amica del mio cuore".
Le due donne ebbero una relazione molto interessante da una prospettiva sentimentale, letteraria e di amicizia. Virginia Woolf basò un articolo del 1929 sul Times Literary Supplement sulle lettere di Geraldine a Jane Carlyle, in seguito pubblicato su "The Second Common Reader". La loro relazione appassionata fu riconosciuta a parità letteraria, nonostante gli alti e bassi della loro amicizia.
Jane morì a Londra il 21 aprile 1866 e venne sepolta con il padre nella chiesa di St Mary a Haddington. La tomba (recintata) si trova all'interno della chiesa, vicino all'estremità ovest.

## Opere

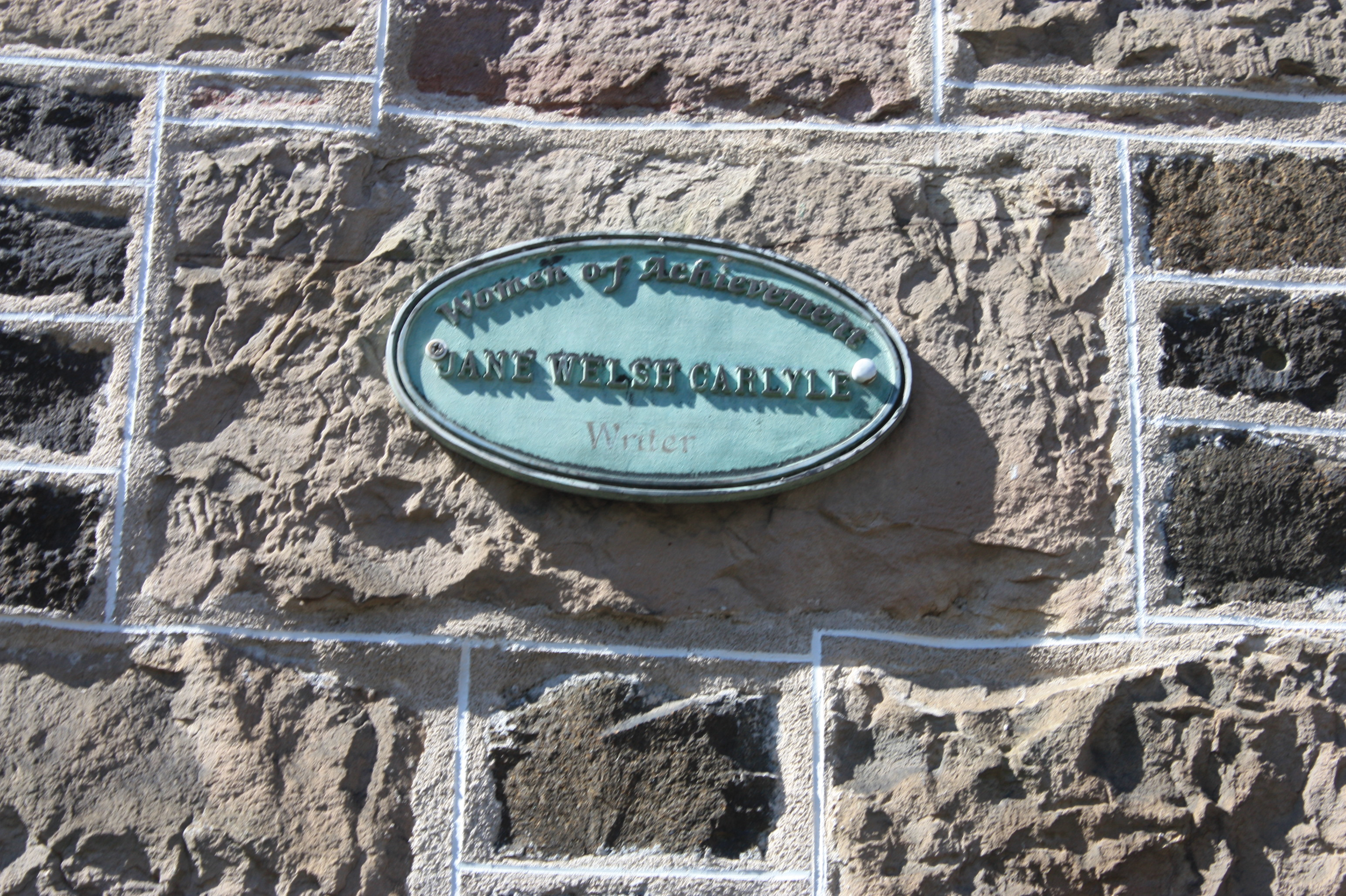
Targa a Jane Welsh Carlyle, 23 George Square, Edimburgo

Colto dal senso di colpa dopo aver letto il suo diario postumo, Thomas Carlyle pubblicò la sua autocritica intitolata Reminiscences of Jane Welsh Carlyle. Il filosofo scozzese David George Ritchie, amico della famiglia, pubblicò un volume delle sue lettere nel 1889 con il titolo The Early Letters di Jane Welsh Carlyle. Nel 1973, la studiosa americana GB Tennyson descrisse Jane come "una delle rare mogli vittoriane che hanno un interesse letterario a sé stante... per essere ricordata come una dei grandi scrittori di letteratura epistolare (per certi versi superiore al marito) del diciannovesimo il secolo".
Ma di fatto, Jane non coltivò il suo talento letterario. Pensò di aver scritto qualcosa di importante tanto quanto Jane Eyre, ma non arrivò mai al punto di pensarsi come coautrice di un romanzo insieme a Geraldine.

## Intitolazioni
Una targa che ricorda Jane Welsh si trova sul lato ovest di George Square a Edimburgo.